# Norops quaggulus
Norops quaggulus är en ödleart som beskrevs av  Cope 1885. Norops quaggulus ingår i släktet Norops och familjen Polychrotidae. Inga underarter finns listade i Catalogue of Life.